# Groruddalen

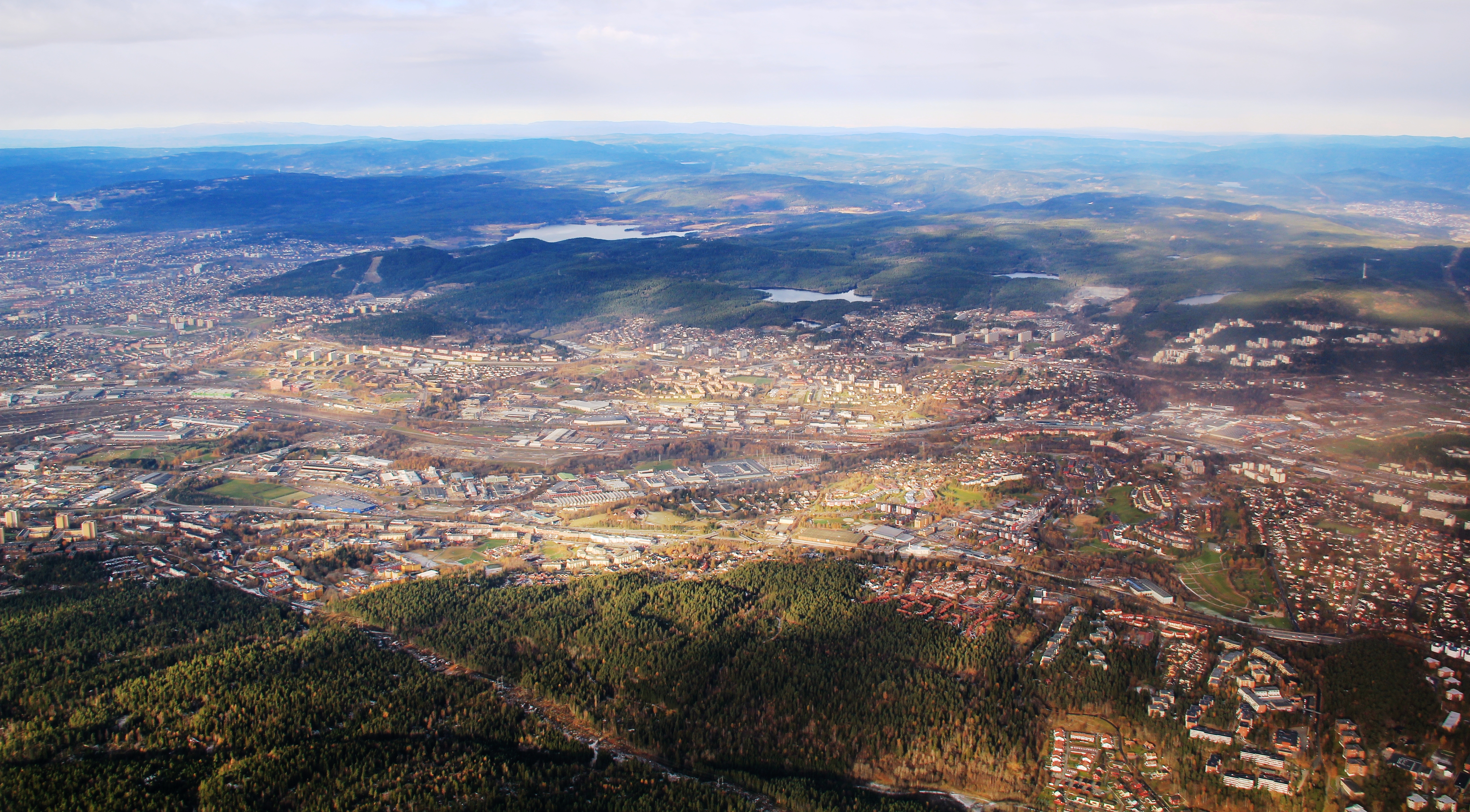
Pohled na údolí

Groruddalen, „údolí Grorud“, je území a předměstí na severovýchodě norského hlavního města Oslo zahrnující obvody Bjerke, Alna, Grorud a Stovner. Je tvořeno komerční i obytnou zástavbou, přičemž zde v roce 2016 žilo zhruba 140 tisíc lidí. Od severu je Groruddalen postupně ohraničeno lesnatými oblastmi Lillomarka, Gjelleråsmarka a Østmarka, od zbytku města odděluje pomyslná čára vedená západně od čtvrtí Bjerke, Økern a Bryn. Oblast se dříve nazývala Akersdalen „Akerské údolí“, přičemž název Groruddalen se pro ní vžil až v 60. letech 20. století, předtím označoval jen údolí řeky Alny mezi jezerem Alnsjøen a čtvrtí Bryn.
Groruddalen byla ve středověku zemědělská oblast s půdou získanou klučením, ale většina místních farem s výjimkou Bredtvetu byla opuštěna během epidemie černé smrti. V 16. století byly farmy zpravidla znovu obdělávány a také se zde začala těžit měď a především stavební kámen – syenit. Od 50. let 19. století význam údolí rostl, byla zde postavena železniční trať, továrna na zápalky, textilka a několik cihláren. Na konci 19. století se pak kromě starších farem objevila nová obytná zástavba, ale oblast až do doby po druhé světové válce zůstávala převážně zemědělskou. V 50. letech 20. století vznikla na severní straně údolí předměstí Flaen, Kalbakken, Veitvet a Grorud, v 60. letech na jižní straně Tveita a Haugerud a další čtvrti vznikaly v následujících desetiletích, v 80. letech v Groruddalenu žila více než čtvrtina obyvatel Oslo. Od 90. let zde výrazně stoupl počet přistěhovalců: v roce 2018 byl podíl místních s oběma rodiči narozenými mimo Norsko 51,7%, přičemž 43,2% pocházelo z nezápadních zemí.